# Паблик скул
Паблик скул (англ. Public school) — элитная частная школа-интернат в Великобритании. При этом исторически в подобных элитных школах учились только мальчики (хотя имелось немало и частных школ для девочек).
Первые упоминания о подобных школах датируются 1364 годом. Самой известной частной школой считается Итон, созданный в 1440 году королём Генрихом IV. Также считающаяся крайне влиятельной — школа Хэрроу, основанная в 1572 году. Чуть ранее — в 1567 году — основана частная школа Регби, также относимая к элитным учебным заведениям. В настоящее время в Великобритании имеется более двух тысяч частных школ.
При этом сам термин public school (лат. publicae scolae) впервые зафиксирован в тексте конца XII века и означал тогда, вероятно, школу, не являющуюся монастырской.

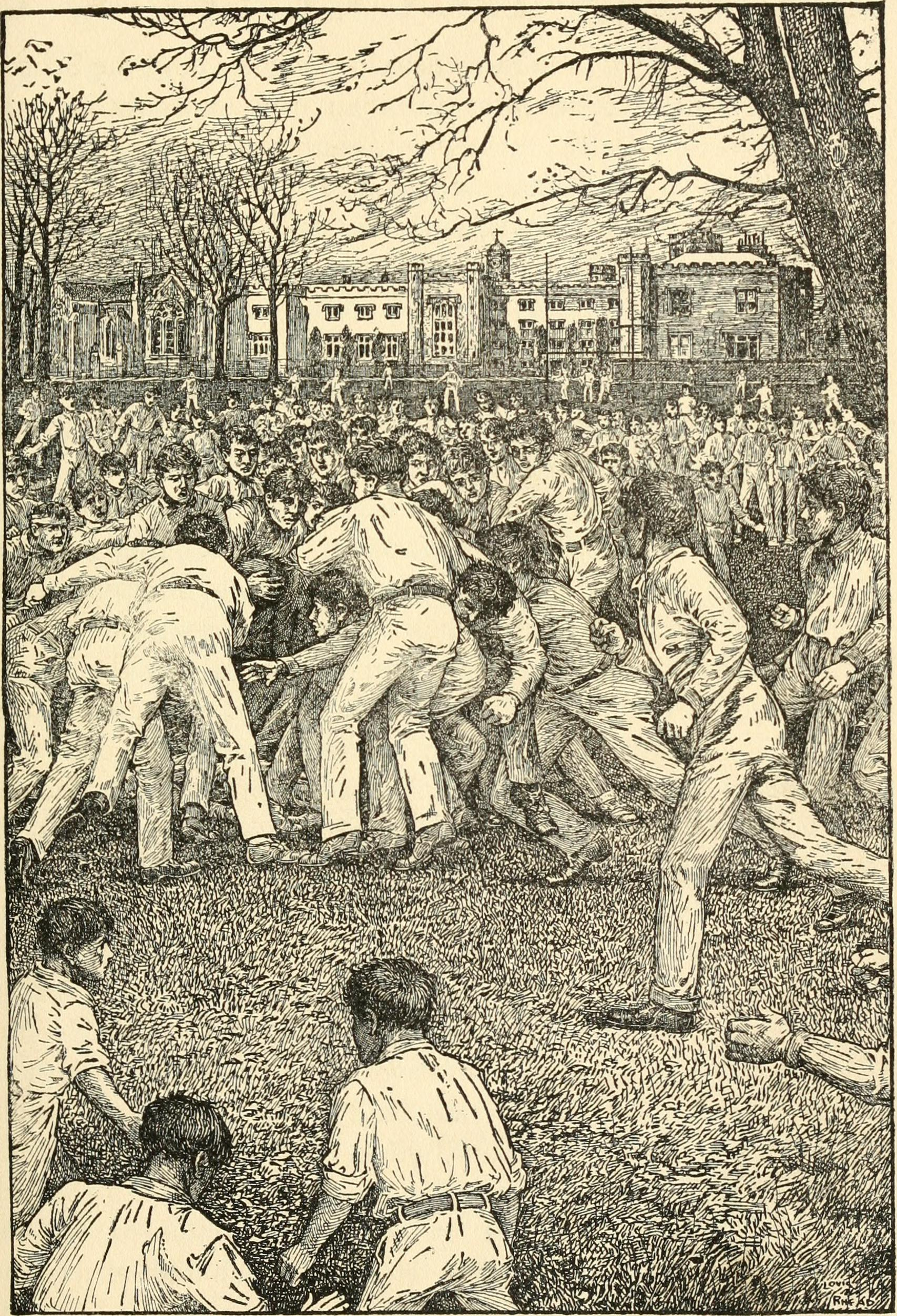
Иллюстрация к роману Томаса Хьюза «Школьные годы Тома Брауна» (1856), дающему яркую картину школьных порядков в Регби. Командные игры до сих пор играют большую роль в public schools, именно в школе Регби появилаcь игра регби.

## Англия, Уэльс и Северная Ирландия

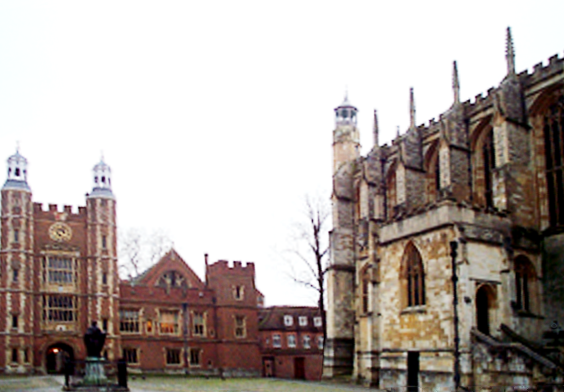
Итон Колледж

В Англии, Уэльсе и Северной Ирландии термин public schools приобрел характер частных («независимых») общеобразовательных школ, отличающихся друг от друга по эффективности обучения, принадлежности к церкви и значению в государстве. Самые ранние школы известны с 1364 года, когда отличие от обычных школ составляло ограничение набора детей из аристократического класса. Но, обычно, в таких школах всё же допускались претенденты на места, субсидируемые из благотворительного фонда, они впоследствии давали возможность выиграть конкурсные стипендии. Все уроки, по крайней мере до Английской революции XVII века, велись на латыни (это был язык Церкви и права), латынью нередко подменялось преподавание прочих предметов.
В XIX веке появилась традиция отдавать мальчиков в те же элитные школы, в которых обучались их отцы, деды и прадеды. В моду вошли занятия спортом, которым нередко уделяли гораздо больше внимания, чем урокам. В каждой школе практиковался определенный вид спорта (в Итоне и Частерхаузе — футбол, в Регби — регби, в Харроу и Винчестере — академическая гребля). Устраивались соревнования между школами.
Считалось, что в школьные годы мальчики не столько изучают школьные предметы, сколько вырабатывают характер. В каждой школе устанавливались строгие правила поведения. Так, например, в своде правил ученикам Вестминстера запрещалось выходить за ворота школы, разговаривать во время обеда, носить яркую одежду и украшать ее чем либо. За нарушение правил учеников наказывали сначала розгами, а затем вместо них стали применять ротанговую трость.
В школах сложилась практика подчинения младших учеников старшим, напоминающая «дедовщину» в армии. Младшие (fags) прикреплялись к определённому старшекласснику и выполняли его приказания: убирали кровать, приносили еду и т. п. Если же они не справлялись с этими обязанностями, то старшеклассники могли их жестоко наказать. При этом в школах существовал негласный кодекс чести, согласно которому нужно было безропотно сносить все обиды, сохранять невозмутимый вид и ни в коем случае не ябедничать учителям. Всяческие шалости и проделки, далеко не всегда невинные, считались доблестью. Отсутствие привычки жаловаться прививались английским детям уже с малых лет, и эти качества помогали мальчикам преодолевать любые трудности и в школьные годы. Немало учеников, прошедших через такие испытания, впоследствии брали под опеку младших школьников.
Во второй половине XIX века в учебные программы элитных школ, помимо чтения, письма, латыни, древнегреческого, современных иностранных языков, истории, были введены также естественнонаучные дисциплины. Повышенное внимание ученики уделяли самостоятельной подготовке к экзаменам.
Большое внимание уделялось религиозно-нравственному воспитанию мальчиков. Этим чаще всего занимался тьютор, назначавшийся из числа учителей или старшеклассников для каждых нескольких учеников. После уроков он разъяснял им непонятный учебный материал, помогал вновь прибывшим мальчикам адаптироваться в школьной среде, разрешал конфликты между учениками, помогал в подготовке театрализованных представлений, спортивных соревнований, школьных праздников. В школах строго соблюдались каноны англиканской церкви, для всех учеников были обязательными молитвы два раза в день и посещение церкви.
В 1850 году в учебную программу элитных школ была введена военная подготовка. В Итоне к 1860 году даже появился добровольный батальон пехоты. В годы Первой мировой войны около 40 % молодых мужчин Великобритании, добровольно пошедших воевать, были представителями интеллигенции и выпускниками привилегированных школ. Бывшие выпускники элитных школ становились «офицерами военного времени», так как считалось, что их школьный опыт позволяет им с честью и мужеством выдержать все трудности войны и быть примером для солдат.
Классические аристократические школы, такие как Итон, Вестминстер, Рэгби, Винчестер, Чартерхаус, по-прежнему занимают первое место среди привилегированных общеобразовательных учреждений.
Большое значение для имеет воспитательная роль учебного материала, целенаправленное обучение будущих политических деятелей. Основные предметы: английский язык, литература, история и религия (каждая школа имеет свою религиозную направленность). Они, как правило, занимают большую часть в учебном процессе.
В Итоне провели своё детство 19 из 76 премьер-министров Великобритании, в том числе Дэвид Кэмерон и Борис Джонсон. Другими известными выпускниками этой школы были члены королевской семьи — принцы Гарри и Уильям. Эту школу в разные годы оканчивали также философ Фрэнсис Бэкон и писатель Джордж Оруэлл. В Хэрроу обучались один из самых известных премьер-министр Соединённого Королевства — Уинстон Черчилль, премьер-министр Индии Джавахарлал Неру, поэт Джордж Байрон и популярный актёр Бенедикт Камбербэтч.

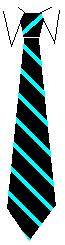
Галстук Старого Итонца (выпускника Итона)

В 1939 году 76 % английских епископов, судей, директоров банков и управляющих железными дорогами, а также чиновников (включая чиновников из Британской Индии) и губернаторов доминионов являлись выпускниками частных школ. 70 % генерал-лейтенантов и более высоких военных чинов вышли из четырех частных школ, главным образом — из Итона и Харроу. Немецкий социолог Мануэль Саркисянц охарактеризовал прививаемые в британских школах убеждения как «мускулистое христианство», выраженное в готовности повелевать и готовности терпеть чтобы подчиняться. В своей книге, он приводит цитату текста, распространявшегося Британского совета, в Иране в 1943 году (с явным расчетом на его привлекательность): 

«Юноша, покидающий английскую паблик-скул в постыдном неведении даже начатков полезных знаний… неспособный говорить ни на каком языке, кроме собственного, — а писать и на нем умеющий лишь кое-как, — для которого благородная литература его страны, равно как вдохновляющая история его пращуров, во многом остается книгой за (семью) печатями… тем не менее выносит из школы кое-что бесценное: мужской характер… привычку повиноваться и приказывать… Вооруженный таким образом, он выходит в мир и вносит достойный мужчины вклад в покорение Земли, в управление ее дикими народами (sic) и в строительство империи» — «вполне сознавая собственные добродетели и очень мало (сознавая) собственные слабости».— Мануэль Саркисянц «Английские корни немецкого фашизма»
Воспитанная таким образом лояльность выпускников дает возможность проводить воинственную политику без угрозы революционных потрясений: после обучения аристократы оказываются заинтересованы лишь в том, чтобы интересы страны (и олицетворяемого ими правящего слоя) были реализованы. Кратко этот принцип может быть выражен девизом: «это моя страна, права она или нет».
В этих школах до сих пор строго соблюдаются давние традиции. Например, вечером накануне зимних каникул в Винчестере приглашают родителей присоединиться к сыновьям для традиционного Вечера иллюминации. Во дворе школы зажигают костер, везде расставлены свечи, хор капеллы поет рождественские песни под звездами, а преподаватели, родители и дети выступают в качестве зрителей. Обязательна школьная форма, при этом у каждой школы свой цвет и фасон. В поговорку вошел old school tie — галстук цветов школы, который выпускник носит порой всю жизнь и по которому узнает своих бывших однокашников. Футбольные матчи между Итоном и Харроу также являются давней традицией и привлекают большое внимание. В случае нарушения школьной дисциплины применяются наказания. Телесные наказания в частных школах были запрещены в 1999 году (Англия и Уэльс), 2000 году (Шотландия) и 2003 году (Северная Ирландия). Однако по-прежнему применяется, хотя и не так часто, как раньше, такое традиционное наказание, как многократная запись одной и той же фразы (writing lines), при этом количество повторов может доходить до 200 (ученики пишут: «Я не должен кричать в классе», «Я должен следовать правилам» и т. п.). Система подчинения младших учеников старшим (fagging) больше не существует.
По оценкам Forbes, сейчас в Великобритании работает около 2500 частных школ, где обучаются более 520 тысяч учеников, из которых около 50 тысяч составляют иностранцы (включая около 3 000 учеников из России). Согласно исследованию исследовательской организации «Саттон Траст» (англ. Sutton Trust), восемь наиболее престижных частных школ в Великобритании выпускают примерно столько же будущих студентов Кэмбриджа и Оксфорда, как и 2894 других школ и колледжей по всему Соединённому Королевству (это примерно 3/4 от общего количества). Восемь упомянутых школ выпустили за 3 года 1 310 студентов самых престижных британских университетов, тогда как 2 894 упомянутые выше школы — всего 1 220.
К 2010 году более половины министров Кабинета получили образование в частных школах.
При этом, по данным на 2021 год, из 298 частных школ, входящих в ассоциацию Headmasters' and Headmistresses' Conference 77 % практикуют совместное обучение мальчиков и девочек, 10 % предназначены лишь для мальчиков и 14 % лишь — для девочек. По данным на 2019 год, из входящих в ассоциацию Independent Schools Council 1364 частных школ, 473 были полностью или частично школами-интернатами.

### Стоимость обучения
Средняя плата за обучение в школе-интернате в Великобритании в 2015 году составила 30,369 фунтов в год (свыше 43 тысяч долларов). Высокая стоимость обучения приводит к тому, что в частных школах — интернатах с каждым годом учится все меньше представителей местного среднего класса и все больше иностранцев, в основном китайцев и россиян (см. также раздел ниже). По словам директора старейшей в Англии Вестминстерской школы Патрика Дерэма, состоятельные китайцы готовы платить практически любые суммы ради того, чтобы их дети получили образование в Великобритании.

### Иностранные ученики
В XXI наблюдается значительный рост числа иностранных учеников частных школ. Так, по данным британской газеты Times, число учеников в частных школах-интернатах за первое десятилетие века остается постоянным и составляет примерно 70 тыс., однако доля иностранных учеников за то же время выросло до 27 тыс., что составляет 38,5 % от общего числа учащихся. При этом среди учеников-иностранцев, 21 % составляют китайцы из КНР, 17,6 % — выходцы из Гонконга и 10,3 % — из России.

## Ирландия
В Ирландии «публичными» (ирл. scoil phoiblí) именуют некоммерческие платные школы. Они финансируются государством, в то время, как частные школы (ирл. scoil phríobháideach) являются платными и не финансируются государством.

## США и Канада
В отличие от Великобритании, в США и Канаде словосочетанием public school называют не элитные частные школы, а напротив — обычные государственные (муниципальные) школы со средним качеством образования.